# Конституція Удмуртської Республіки
Конституція Удму́ртської Республіки — основний закон Удмуртської Республіки. Прийнята і підписана 7 грудня 1994 року, вступила в дію і вперше опублікована 21 грудня того ж року.
На даний час діє редакція конституції із змінами від 11 травня 1995 року, 9 січня 1998 року, 24 січня, 26 березня, 18 квітня та 28 листопада 2000 року, 22 лютого, 26 лютого та 12 вересня 2002 року, 16 жовтня 2003 року, 29 грудня 2005 року, 22 листопада 2007 року та 9 жовтня 2009 року.
Конституція складається з:
- преамбули

|  | Верховный Совет Удмуртской Республики, выражая волю народа Удмуртской Республики к сохранению исторически сложившейся государственности, исходя из ответственности за обеспечение благополучия ее граждан, утверждая права и свободы человека, гражданский мир и согласие, веру в добро и справедливость, признавая, что народ Удмуртской Республики является частью многонационального народа Российской Федерации, подтверждая стремление к сохранению целостности Российского государства, принимает Конституцию Удмуртской Республики |

- 2 розділів
- 10 глав
- 71 статті